# Platygyra yaeyamaensis
Platygyra yaeyamaensis är en korallart som först beskrevs av Katsuyuki Eguchi och Shirai 1977.  Platygyra yaeyamaensis ingår i släktet Platygyra och familjen Faviidae. IUCN kategoriserar arten globalt som sårbar. Inga underarter finns listade i Catalogue of Life.